# Kanton Le Croisic
Kanton Le Croisic (fr. Canton du Croisic) je francouzský kanton v departementu Loire-Atlantique v regionu Pays de la Loire. Tvoří ho tři obce.

## Obce kantonu
- Batz-sur-Mer
- Le Croisic
- Le Pouliguen